# Normsee
Normsee är en sjö i Antarktis. Den ligger i Sydshetlandsöarna. Argentina, Chile och Storbritannien gör anspråk på området. Normsee ligger 5 meter över havet.
I övrigt finns följande vid Normsee:
- Beibu Taidi (en platå)
- Davies Heights (en kulle)
- Taiyang Hu (en sjö)